# لياندرو كاسترو
لياندرو كاسترو (بالإسبانية: Leonardo Castro) (12 مايو 1989 ببوغوتا في كولومبيا - ) هو لاعب كرة قدم كولومبي في مركز الهجوم. لعب مع أليانزا ليما وماميلودي صن داونز ونادي ميلوناريوس وUniversitario de Sucre ‏ ولا إكويداد ‏ وريونيغرو أغيلاس وكوكوتا ديبورتيفو ‏ وColegio Nacional Iquitos ‏.

## روابط خارجية
- لياندرو كاسترو على موقع الاتحاد الدولي (مؤرشف)  (الإنجليزية)
- لياندرو كاسترو على موقع قاعدة بيانات كرة القدم.إي يو (الإنجليزية)
- لياندرو كاسترو على موقع Soccerway.com (الإنجليزية)
- لياندرو كاسترو على موقع AS.com (الإسبانية)